# سده ۶ (قمری)
| سده‌ها: | سده ۵ - سده ۶ - سده ۷                   |
| دهه‌ها: | ۵۰۰ ۵۱۰ ۵۲۰ ۵۳۰ ۵۴۰ ۵۵۰ ۵۶۰ ۵۷۰ ۵۸۰ ۵۹۰ |

قرن ۶ قمری یا سده ششم قمری در تقویم هجری قمری به فاصله سالهای ۵۰۱ تا ۶۰۰ قمری گفته می‌شود.

## رویدادها
- تصرف غزنی و به قدرت رسیدن غوریان: در سال ۵۳۵ هجری قمری غوریان شهر غزنی را به تصرف خود درآوردند. علاءالدین غوری معروف به جهانسوز این شهر را به آتش کشیده اجساد سلاطین غزنوی بجز محمود و پسرش مسعود، را از قبرها بیرون کشید و سوزاند.
- اوج جنگ‌های صلیبی

## چهره‌های برجسته
- اثیر اخسیکتی
- ادیب صابر
- انوری
- اوحدالدین کرمانی
- جمال‌الدین عبدالرزاق اصفهانی
- ذوالفقار شروانی
- خاقانی
- رشیدالدین وطواط
- روزبهان بقلی فسایی
- سنایی
- سوزنی سمرقندی
- عبدالحمید غزنوی
- عطار
- عمعق بخاری
- فلکی شروانی
- قوامی رازی
- قطب‌الدین حیدر تونی
- مجیرالدین بیلقانی
- مسعود سعد سلمان
  - محمد معزی
- مهستی گنجوی
- نظامی گنجوی
- [[اسماعیل کیانی